# Folk horror
Pour des articles plus généraux, voir Horreur (littérature) et Film d'horreur.

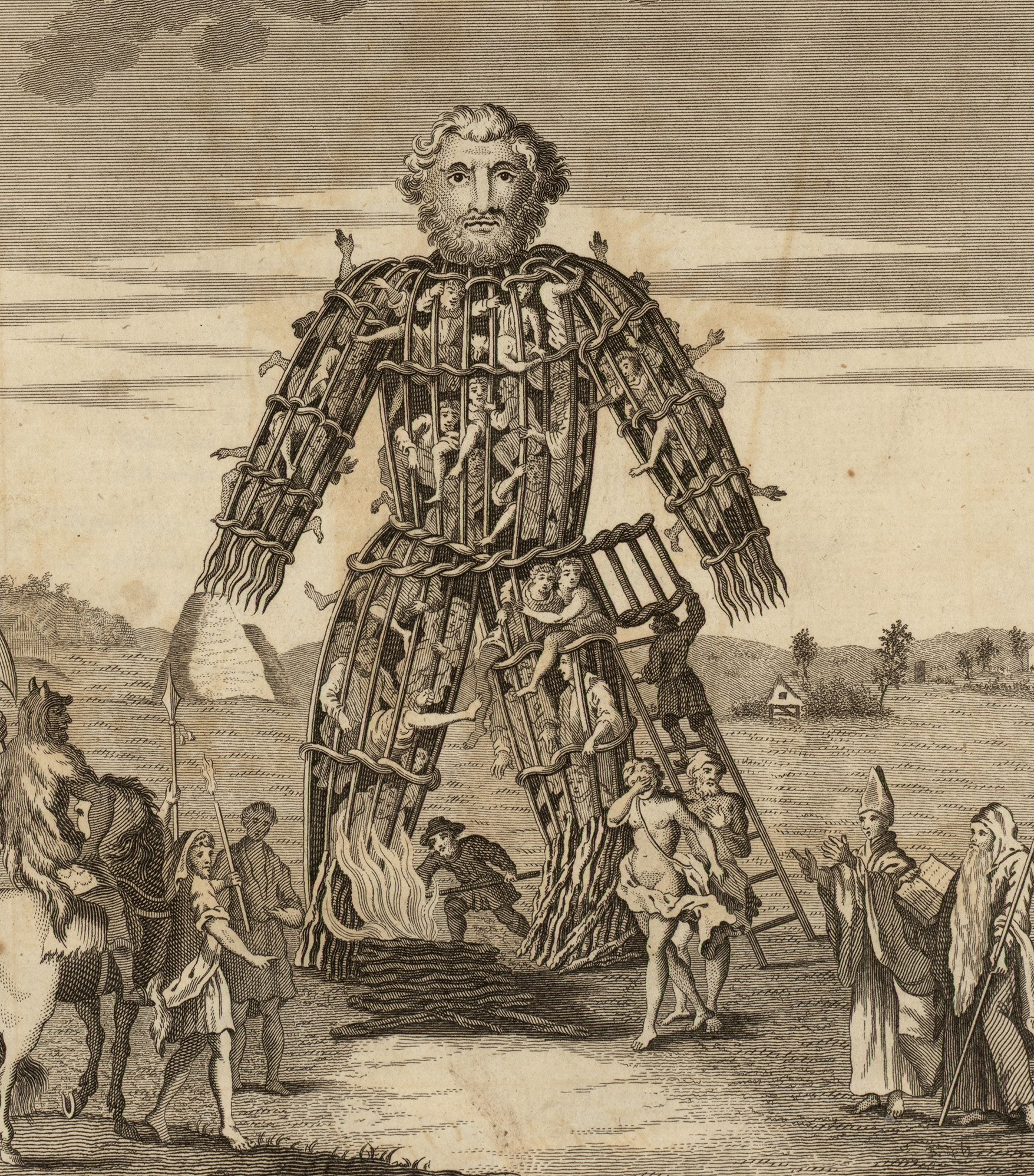
Gravure par Thomas Pennant d'un homme d'osier, incarnation des rituels sacrificiels issus du paganisme que l'on retrouve dans le folk horror, et notamment dans le film The Wicker Man (1973).

Le folk horror (littéralement « horreur folklorique ») est un sous-genre du cinéma d'horreur et de la littérature d'horreur détournant des éléments folkloriques dans un but horrifique.

## Caractéristiques
Les éléments typiques du folk horror incluent un environnement rural et les thématiques de l'isolement, de la religion et du pouvoir de la nature. Bien que liées au film d'horreur fantastique, de nombreuses œuvres folk horror tirent leur épouvante des actions et des croyances des protagonistes plutôt que d'éléments explicitement surnaturels, les histoires étant souvent centrées sur des étrangers naïfs qui se heurtent à des forces inexplicables.
Le genre tend à posséder une connotation très politique, principalement du fait de cette représentation d'un clivage, voire d'une opposition, entre la zone rurale (caractérisée par les superstitions et autres croyances païennes) et la zone urbaine (caractérisée par son esprit cartésien, ou au contraire sa naïveté),.

## Historique

### Dans la littérature
L'apparition d'éléments d'horreur folklorique en littérature est principalement due à plusieurs théories et essais rédigés au XIXe siècle, notamment les recherches sur l'évolution socioculturelle par Edward Burnett Tylor, Le Rameau d'or de James Frazer (étude comparative de la mythologie et de la religion), ou encore l'hypothèse du culte des sorcières de Margaret Murray. Ces travaux, ancrés anthropologiquement, ont influencé toute une série d'écrivains du début du XXe siècle, qui ont alors introduit l'idée de survivance païenne et de paganisme dans leurs écrits fantastiques, tels que Montague Rhodes James avec Ghost Stories of an Antiquary, Algernon Blackwood avec Le Wendigo et Arthur Machen avec Le Grand Dieu Pan (1890), ou encore Thomas Hardy avec sa nouvelle Le Bras flétri (1888).
Dans son magazine Hellebore (en) consacré au folk horror, Maria J. Pérez Cuervo cite Pallinghurst Barrow (1892) de Grant Allen, Witch Wood (1927) de John Buchan et Randall's Round (1929) d'Eleanor Scott comme les premiers exemples de fiction d'horreur folklorique. Cuervo soutient que, à la suite de la popularité des théories sur la survie païenne, les weird fiction et le fantastique ont présenté les zones rurales comme « le domaine de forces irrationnelles qui ne pouvaient être apaisées que par certains rituels », impliquant souvent des sacrifices d'animaux ou d'humains, tel que c'est le cas dans les œuvres de H. P. Lovecraft,.
Dans les années 1950, la figure de Shirley Jackson s'impose dans le champ littéraire horrifique américain : sa nouvelle La Loterie (1948) est considérée par The Irish Times comme le « texte de folk horror le plus influent d'Amérique du nord » et adaptée en téléfilm sous le même titre en 1996. Son œuvre aborde notamment le thème de la dualité entre citadins et ruraux, où l'adaptation difficile et parfois impossible dans un environnement rural est marquée par un pacte implicite ou un rituel d'acceptation,,. Jackson elle-même deviendra une influence majeure, inspirant de nombreux auteurs de littérature d'horreur, avec parmi eux Stephen King et notamment son roman Simetierre (1983), ses nouvelles La Saison des pluies (1989), réécriture de La Loterie, ou encore Les Enfants du maïs.
Dans les années 1970, Thomas Tryon et son roman Harvest Home (en) (1973) se font figure de proue du folk horror, où est dépeint le contraste saisissant entre un cadre bucolique et agricole, et des rituels folkloriques. En 1983, T. E. D. Klein fait paraître The Ceremonies, roman qui met en scène encore une fois la relation entre un « citadin naïf et des fermiers religieux ».
Bien que les frontières entre le fantastique et le folk horror soient poreuses, le genre continue d'être exploité en littérature au XXIe siècle : Experimental Film (2015) de Gemma Files (en), The Loney (2014) ou Starve Arce (2019) d'Andrew Michael Hurley (en),, Un bon Indien est un Indien mort (2022) de Stephen Graham Jones, ou encore, du côté de la littérature française, Le Ciel en sa fureur (2023) d'Adeline Fleury. Adam Scovell, auteur britannique, et malgré les difficultés à définir le genre, identifie quatre éléments clefs du folk horror : l'environnement (paysage rural), l'isolement, un système de croyances biaisé et une convocation,.

### Dans le cinéma

#### Origines cinématographiques (années 1960)

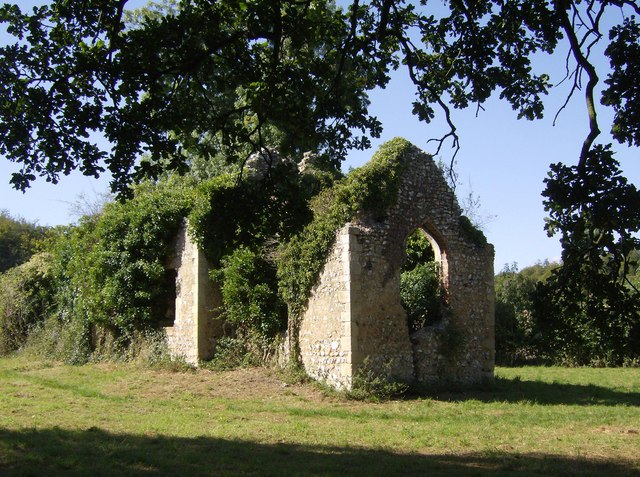
Les ruines de l'église Saint James à Bix, Oxfordshire, décor de La Nuit des maléfices (1971).

Adam Scovell, spécialiste du genre, désigne comme l'un des premiers représentants cinématographiques du folk horror le film finlandais Le Renne blanc (1952), dans lequel une mariée solitaire se transforme en un renne vampirique, une idée tirée de la mythologie finnoise et de la religion samie. Cependant, la désignation folk horror serait d'origine plus récente, la première occurrence relevée du terme étant utilisée en 2004 par le réalisateur Piers Haggard lors d'un entretien rétrospectif sur son film La Nuit des maléfices (1971) pour le magazine Fangoria dans lequel Haggard souligne les différences entre son film et ceux appartenant au genre gothique de la décennie précédente : 

« J'ai grandi dans une ferme et il est naturel pour moi d'utiliser la campagne comme un symbole ou une image. Puisqu'il s'agissait d'une histoire de personnes sujettes à des superstitions concernant la vie dans les bois, la poésie sombre de celle-ci m'a séduit. J'essayais de faire un film d'horreur folklorique (folk horror film), je suppose. Pas un film d'horreur. Je n'aimais pas vraiment le style rustique de la Hammer, ce n'était pas vraiment pour moi. »

Le terme est ensuite popularisé par l'écrivain et acteur Mark Gatiss dans sa série documentaire A History of Horror (en) de 2010 (épisode 2, Home Counties Horror) dans laquelle il cite trois film anglais : Le Grand Inquisiteur (1968), La Nuit des maléfices (1971) et The Wicker Man (1973) comme œuvres définissant le genre,. Adam Scovell, écrivant pour le British Film Institute, note que ces trois films, qu'il appelle la « trinité impie » (unholy trinity), n'ont pas grand-chose en commun, si ce n'est leur ton nihiliste, leur cadre rural et qu'ils mettent « l'accent sur le paysage qui isole ensuite les communautés et les individus ». Il suggère que l'intérêt grandissant pour le genre à cette époque est initié par la contre-culture des années 1960 et le mouvement New Age.
De même, Matthew Sweet, dans son documentaire Black Aquarius du programme radiophonique Archive on 4 (en), affirme que la contre-culture de la fin des années 1960 a mené à ce qu'il appelle une « seconde grande vague d'occultisme pop » qui a imprégné la culture populaire, avec de nombreux films et programmes télévisés contenant des éléments folkloriques ou des rituels occultes.

#### Développement (années 1970 à 1990)
Les films Le Terrible Secret (en) (Crowhaven Farm) (1970), The Dark Secret of Harvest Home (en) (1978) et Les Démons du maïs (1984), adaptation de la nouvelle de Stephen King écrite en 1976, peuvent être considérés comme des exemples américains cinématographiques du folk horror, aux côtés de production européennes plus ou moins liées au sous-genre telles que Le Fascinant Capitaine Clegg (1962), le film historique Marketa Lazarová (1967), Les Vierges de Satan (1968), Meurtre à haute tension (1971), Doomwatch (1972) (adapté de la série du même nom (en)) et The Appointment (1981) et des films australiens Pique-nique à Hanging Rock (1975) et Celia (en) (1989).
Comme au cinéma, le paganisme rural forme la base de nombreuses productions télévisuelles des années 1970, telles que celles issues de la série d'anthologie Play for Today de la BBC : Robin Redbreast de John Bowen (1970), A Photograph (1977), Penda's Fen (en) de David Rudkin (en)  (1974) et Red Shift d'Alan Garner (1978), ou de la série d'anthologie Dead of Night (en) (1972) tel que The Exorcism,. Des adaptations d'anciennes histoires de fantômes de Montague Rhodes James qui tirent leur horreur d'objets maudits, de la superstition médiévale, des pratiques occultes et des procès de sorcières ont également fourni un flux régulier d'horreur folklorique, de Rendez-vous avec la peur de Jacques Tourneur (1957), Whistle and I'll Come to You (en) de Jonathan Miller (en) (BBC, 1968) à A Ghost Story for Christmas (en) de Lawrence Gordon Clark (BBC, 1971-1978). ITV produit pour sa part The Owl Service (en) (1969), Beasts (en) de Nigel Kneale (1976) et Children of the Stones (en) (1977) de Peter Graham Scott, réalisateur du Fascinant Capitaine Clegg.
Matthew Sweet observe que des éléments d'occultisme et de paganisme apparaissent jusque dans des programmes pour la jeunesse et des épisodes de Doctor Who en 1970. Le comédien Stewart Lee (en), dans sa rétrospective de The Children of the Stones, identifie la série comme faisant partie du « désenchantement collectif des années 60 » incluant les œuvres The Owl Service, Timeslip (en) (1970), The Tomorrow People (en) (1973), The Changes (en) (1975) et Raven (en) (1977).

#### Résurgence (années 2000 à 2020)
Si, dans les années 2000, certains films s'inscrivent partiellement dans le sous-genre, tels que Le Projet Blair Witch (1999) ou Le Village (2004), puis Blackwood (en) (2013) ou The Wicker Tree (2012),, le folk horror connaît un regain d'intérêt dans la deuxième moitié des années 2010 avec The Witch (2015), Le Rituel, Incantations, November et Errementari (2017), Le Bon Apôtre (2018), Midsommar (2019, du réalisateur d'Hérédité),,, The Feast (en) (2021),, la série télévisée The Third Day (2020),, Lamb (2021),, Enys Men et Men (2022).

### Influence dans d'autres médias
À partir des années 2010, le genre se répand du côté des jeux vidéos ou encore de la musique : c'est le cas de groupes tels que The Hare and the Moon, English Heretic, The Unseen et The Rowan Amber Mill, qui trouvent leurs influences dans de vieilles traditions folks et dans des films d'horreurs, ou encore des albums Dance Fever (2022) et Everybody Scream (2025) du groupe britannique Florence and the Machine, qui puisent leur inspiration dans plusieurs œuvres de folk horror,.
Du côté des jeux vidéos, Darkwood (2017), Mundaun (2021) et The Excavation of Hob's Barrow (en) (2022) sont rattachés au genre par certains critiques.